# Punctodora status
Punctodora status is een rondwormensoort uit de familie van de Chromadoridae.